# Jantel Lavender
Jantel Lavender (ur. 12 listopada 1988 w Cleveland) – amerykańska koszykarka występująca na pozycji środkowej, obecnie zawodniczka Seattle Storm, w WNBA.
W barwach Wisły Kraków dwukrotnie była wybierana MVP Pucharu Polski w latach 2014 i 2015. W sezonie 2014/15 została wybrana MVP sezonu zasadniczego Tauron Basket Ligi Kobiet.
20 maja 2019 w wyniku wymiany trafiła do Chicago Sky.
28 sierpnia 2020 została zawodniczką Indiany Fever. 21 marca 2022 zawarła umowę z Seattle Storm.

## Osiągnięcia
Stan na 1 lipca 2022, na podstawie, o ile nie zaznaczono inaczej.
NCAA
- Uczestniczka rozgrywek:
  - Sweet 16 turnieju NCAA (2009, 2011)
  - II rundy turnieju NCAA (2009–2011)
  - turnieju NCAA (2008–2011)
- Mistrzyni:
  - turnieju konferencji Big 10 (2009–2011)
  - sezonu regularnego Big 10 (2008–2010)
- Most Outstanding PLayer (MOP=MVP) turnieju konferencji Big 10 (2009, 2010, 2011)
- Najlepsza:
  - zawodniczka konferencji Big Ten (2008)
  - pierwszoroczna zawodniczka konferencji Big Ten (2008)
- Zaliczona do
  - I składu:
    - WBCA All-America (2009, 2010, 2011)
    - USBWA All-America (2009, 2010, 2011)
    - Associated Press All-America (2010, 2011)
    - Big 10 (2008–2011)
    - najlepszych pierwszorocznych zawodniczek konferencji Big 10 (2008)

  - II składu Associated Press All-America (2009)
  - składu honorable mention Associated Press All-America (2008)

WNBA
- Mistrzyni WNBA (2016)
- Wicemistrzyni WNBA (2017)
- Najlepsza rezerwowa WNBA (2016)
- Uczestniczka meczu gwiazd WNBA (2015)

Drużynowe
- Mistrzyni:
  - Polski (2014, 2015)
  - Włoch (2013, 2019)
  - Turcji (2016)
- Wicemistrzyni Euroligi (2017)
- Brąz Euroligi (2016)
- 4. miejsce w Eurolidze (2018)
- Zdobywczyni pucharu:
  - Polski (2014, 2015)
  - Turcji (2016, 2018)
- Uczestniczka rozgrywek:
  - Euroligi (2011–2018)
  - Eurocup (2011/2012)

Indywidualne
- MVP:
  - PLKK (2015)
  - finałów ligi tureckiej (2016)
  - pucharu:
    - Polski (2014, 2015)
    - Włoch (2013)
- Liderka:
  - strzelczyń Euroligi (2014)
  - Euroligi w zbiórkach (2018)
  - PLKK w skuteczności rzutów z gry (2015)

Reprezentacja
- Mistrzyni:
  - uniwersjady (2009)
  - świata U–19 (2007)
  - Ameryki U–18 (2006)